# Cosme Acuña y Troncoso
Cosme Acuña y Troncoso   (c. 1758 - 1814 (>1814)) va ser un pintor gallec.
Va néixer a la Corunya el 1758, si bé moltes obres citen el 1760, com havia afirmat inicialment Manuel Ossorio. Va ser alumne de la Reial Acadèmia de Belles Arts de Sant Ferran, on va presentar-se a molts dels concursos que convocaven per tal de percebre ajudes econòmiques: una de les sebves obres Al·legoria del naixement de l'infant Carles Eusebi (1781), conservada a l'acadèmia, es considera una obra ben executada amb un magnífic estudi de volums. El 1785 va presentar El sacrifici d'Abraham o Abraham i Isaac camí del sacrifici com a prova per a l'obtenció del títol d'acadèmic de mèrit, que va ser aprovat gairebé per unanimitat del tribunal.
El 1785 va passar al virregnat de la Nova Espanya en obrir-se concurs per elegir professors destinats a l'Acadèmia de Belles Arts de Sant Carles de Mèxic, substituint a un dels que l'havia guanyat en origen, Agustí Esteve, després de la intervenció de José de Gálvez, a qui Acuña va mostrar agraïment amb tres retrats de cos sencer de la seva família. Tanmateix, a Mèxic Acuña va patir unes condicions de treball dures i exigents per part del director i va presentar queixes i va reclamar poder retornar a Espanya. Malgrat tot va tenir diversos deixebles i va esdevenir pintor de cambra del virrei Matías de Gálvez. En tornar a la península va pretendre endur-se els seus deixebles.
El 1791 havia retornat a la península i va fer de professor a l'Acadèmia de Sant Ferran, des d'on va pintor diverses obres religioses destinades a la zona de l'actual Bolívia, que van tenir una notable influència al virregnat del Perú, i també va fer diverses obres religioses i retrats a Madrid. Va mantenir lligams amb Mèxic, atès que des de 1792 es va ocupar de supervisar la formació de sis alumnes de l'Acadèmia de Sant Carles pensionats a Madrid. El 1792 va ser nomenat pintor de cambra del rei Carles IV. A partir de 1799 la seva salut va començar a deteriorar-se i va ser protagonista d'algun altercat que va suposar el seu exili de la capital espanyola. Cap a 1807 sembla que pràcticament havia embogit i recorria Europa en la més absoluta misèria acompanyat de la seva esposa, Francisca Reggio, que va demanar diverses vegades al rei ajuda.
Es desconeix la data de defunció. Les darreres notícies que es tenen d'ell es que es trobava a Constantinoble vers 1814.